# Yasuhiro Koseki
Yasuhiro Koseki (小関也朱篤?, Koseki Yasuhiro; Tsuruoka, 14 marzo 1992) è un ex nuotatore giapponese.

## Biografia
Fortemente specializzato nella rana, ha conseguito l'argento mondiale nel 2017 a Budapest sulla distanza dei 200 metri.

## Palmarès
- Mondiali

Budapest 2017: argento nei 200m rana.
- Mondiali in vasca corta

Hangzhou 2018: bronzo nei 100m rana e nella 4x100m misti.
- Campionati panpacifici

Gold Coast 2014: oro nei 100m rana, nei 200m rana e argento nella 4x100m misti.
Tokyo 2018: oro nei 100m rana, argento nella 4x100 m misti e nella 4x100m misti mista.
- Giochi asiatici

Incheon 2014: argento nei 50m rana, nei 100m rana, nella 4x100m misti e bronzo nei 200m rana.
Giacarta 2018: oro nei 50m rana, nei 100m rana e nei 200m rana, argento nella 4x100m misti e nella 4x100m misti mista.
- Campionati asiatici

Tokyo 2016: oro nei 50m rana, argento nei 100m rana e nella 4x100m misti.
- Universiade

Kazan' 2013: oro nei 100m rana e argento nella 4x100m misti.
- Giochi dell'Est Asia

Tianjin 2013: oro nei 100m rana e nella 4x100m misti.

## International Swimming League
| Stagione 2020    | Stagione 2021    |
| ---------------- | ---------------- |
| Tokyo Frog Kings | Tokyo Frog Kings |